# Симеон, Сильвано
Сильва́но Симео́н (итал. Silvano Simeon, 27 октября 1945, Виско, Королевство Италия — 12 декабря 2010, Турин, Италия) — итальянский легкоатлет, выступавший в метании диска. Участник летних Олимпийских игр 1972 и 1976 годов, двукратный чемпион Средиземноморских игр 1967 и 1971 годов, серебряный призёр Средиземноморских игр 1975 года, бронзовый призёр Средиземноморских игр 1979 года.

## Биография
Сильвано Симеон родился 27 октября 1945 года в итальянском городе Виско.
Выступал в легкоатлетических соревнованиях за СНИА из Милана. Десять раз становился чемпионом Италии в метании диска (1966—1967, 1969—1974, 1977, 1979).
Дважды выступал на чемпионатах Европы: в 1966 году в Будапеште занял 6-е место с результатом 55,96 метра, в 1978 году в Праге стал 12-м (59,16).
В 1970 году стал бронзовым призёром летней Универсиады в Турине с результатом 58,22 метра.
Дважды становился чемпионом Средиземноморских игр, оба раза с рекордами турнира — в 1967 году в Тунисе (57,30) и в 1971 году в Смирне (57,64). Кроме того, в 1975 году в Алжире выиграл серебро (59,52), в 1979 году в Сплите — бронзу (55,06).
В 1968 году вошёл в состав сборной Италии на летних Олимпийских играх в Мехико, но не участвовал в соревнованиях, поскольку ему потребовалась операция на сердце, которую сделали в Хьюстоне.
В 1972 году вошёл в состав сборной Италии на летних Олимпийских играх в Мюнхене. В квалификации метания диска показал 9-й результат — 59,78. В финале занял 10-е место (59,34), уступив 4,82 метра победителю Лудвику Данеку из Чехословакии.
В 1976 году вошёл в состав сборной Италии на летних Олимпийских играх в Монреале. В квалификации метания диска показал 19-й результат — 59,06, уступив ровно метр худшему из попавших в финал Яношу Фараго из Венгрии.
В 1966—1982 годах участвовал в 52 матчах в составе сборной Италии.
Завершил карьеру в 1982 году.
Умер 12 декабря 2010 года в итальянском городе Турин.

## Личный рекорд
- Метание диска — 65,10 (17 мая 1976, Рим)[4]